# Atlas (família de foguetes)

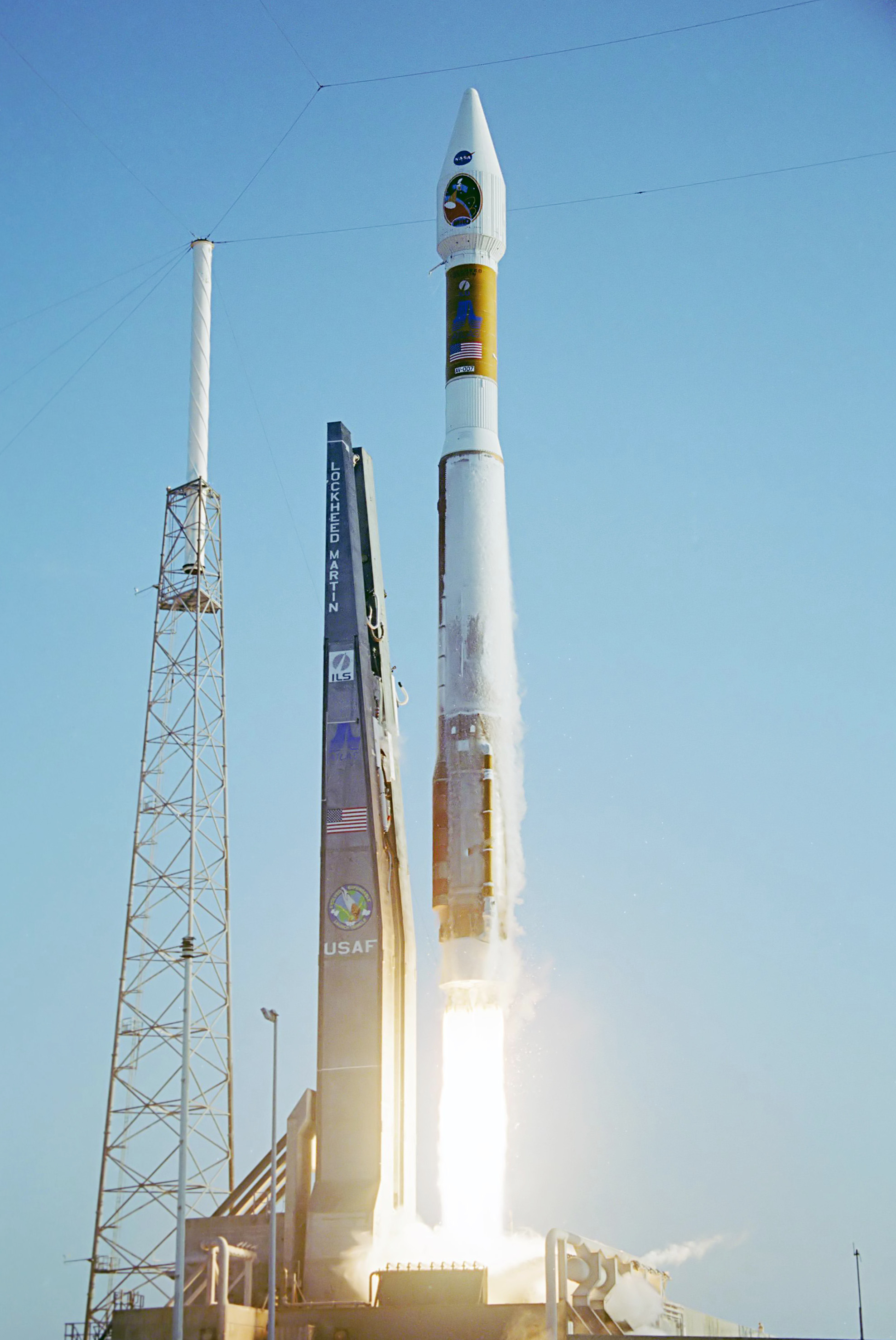
Lançamento de um Atlas V em 2005.

A famíla de foguetes Atlas é um conjunto de veículos de lançamento descartáveis de origem Norte americana, desenvolvidos a partir do míssil SM-65 Atlas. 
O Atlas original, foi projetado em 1950, para ser usado como míssil balístico intercontinental (ICBM). 
Usava o conceito de "estágio e meio", e três motores (sendo 2 descartados durante o voo), movidos a combustível líquido.

## Evolução da série Atlas

### Família Atlas Original
O míssil SM-65 Atlas, foi o que deu origem a toda a família de foguetes Atlas. O primeiro lançamento bem sucedido para teste de um míssil Atlas realizou-se em 17 de Dezembro de 1957. 
Aproximadamente 350 mísseis Atlas foram construídos. Muitos foram convertidos eventualmente em veículos de lançamento descartáveis, depois que foram removidos do serviço como mísseis. 
A base desse míssil, era um foguete de combustível líquido que queimava LOX e RP-1 em três motores configurados em um projeto incomum de "estágio e meio" ou "Estágios Paralelos": dois de seus três motores eram ejetados durante a subida, mas o motor central, seus tanques de combustível e outros elementos estruturais eram retidos, e continuavam em ação como um "meio estágio", na parte final do voo.
Os foguetes sucessores do Atlas Original, foram construídos especificamente para usos não-militares. Em 18 de Dezembro de 1958, um Atlas foi usado para lançar o satélite Orbiting Relay (Comtagem), que era, "o primeiro protótipo de um satélite de comunicações, e o primeiro teste de todo o satélite para aplicações práticas diretas.
Um foguete Atlas foi usado também para a missão Mercury 6. Em 20 de Fevereiro de 1962, esta missão, lançou a espaçonave Friendship 7, que executou três órbitas na Terra levando a bordo: John Glenn, que acabou se tornando o primeiro astronauta Norte americano a orbitar a Terra.
No começo de 1960, o estágio Agena foi usado extensivamente em veículos da família Atlas. A USAF, o NRO e a CIA, unidos, usaram essa combinação Atlas-Agena para lançar satélites da categoria SIGINT. Já a NASA, usou-os no Programa Ranger.
No início de 1963 o estágio de foguete Centaur, foi usado também em dezenas de lançamentos do Atlas, como Atlas-Centaur. A NASA lançou as naves espaciais do Programa Surveyor e a maioria dos lançamentos do Programa Mariner usando essa combinação.

#### Atlas-Vega
O Atlas-Vega consistia de um primeiro estágio Atlas seguido de um estágio a combustível líquido armazenável à temperatura ambiente.

#### Atlas-Able
O Atlas-Able era um veículo lançador derivado do míssil Atlas.

#### SLV-3 Atlas
O Atlas LV-3B, ou Atlas D Mercury, ou ainda Mercury-Atlas, foi uma versão voltada para voos tripulados, usado no Projeto Mercury.

#### Atlas-Agena
O Atlas-Agena foi usado em 119 lançamentos orbitais entre 1960 e 1978.

#### Atlas-Centaur
O Atlas-Centaur foi um veículo lançador projetado e construído pela divisão Convair da General Dynamics.

#### Atlas G
O Atlas G, também conhecido como Atlas G Centaur-D1AR foi um veículo lançador derivado do Atlas-Centaur.

#### Atlas H
O Atlas H era um veículo lançador derivado do míssil Atlas.

### Família Atlas Atual

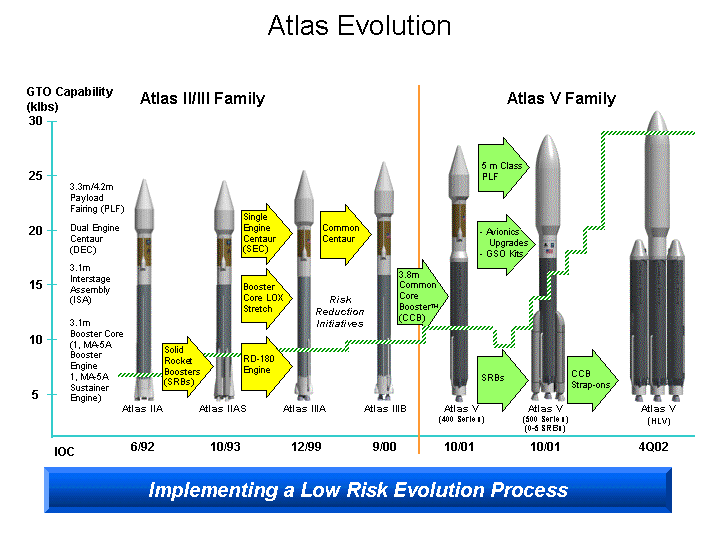
Evolução do Atlas.

#### Atlas I
O primeiro estágio do Atlas I é um Atlas H, e o segundo estágio é um Centaur.

#### Atlas II
Em maio de 1998,a USAF escolheu o General Dynamic para projetar o Atlas II.

#### Atlas III
Foi usado entre 2000 e 2005 em diversos lançamentos.

#### Atlas V
O Atlas V é construído em Denver, no Colorado, pela United Launch Alliance uma "joint venture" entre a Lockheed Martin e a Boeing.